# Lopera
Lopera é um município da Espanha na província de Xaém, comunidade autónoma da Andaluzia, de área 67 km² com população de 3976 habitantes (2005) e densidade populacional de 59,09 hab/km².

## Demografia
| Variação demográfica do município entre 1991 e 2004 | Variação demográfica do município entre 1991 e 2004 | Variação demográfica do município entre 1991 e 2004 | Variação demográfica do município entre 1991 e 2004 |
| --------------------------------------------------- | --------------------------------------------------- | --------------------------------------------------- | --------------------------------------------------- |
| 1991                                                | 1996                                                | 2001                                                | 2004                                                |
| 3948                                                | 4004                                                | 3999                                                | 4001                                                |